# Marcelo Ebrard
Marcelo Ebrard, né le 10 octobre 1959 à Mexico, est un homme politique mexicain. Affilié au Parti de la révolution démocratique (PRD) puis au Mouvement de régénération nationale (MORENA), il est secrétaire des Relations extérieures dans le gouvernement Andrés Manuel López Obrador, de 2018 à 2023.

## Biographie
Né Marcelo Luis Ebrard Casaubon, en partie d'origine française, il étudie à l'École nationale d'administration (ENA). 
Il est député au Congrès fédéral de 1997 à 2000, secrétaire à la sécurité publique du District fédéral de 2002 à 2004, secrétaire au développement social en 2005 et enfin chef de gouvernement du District fédéral du 5 décembre 2006 au 4 décembre 2012.
Le 1er décembre 2018, il devient secrétaire des Relations extérieures dans le gouvernement d'Andrés Manuel López Obrador.
Il annonce à l'été 2021 avoir lancé une action en justice aux États-Unis contre les plus gros fabricants d’armes américains, accusés d’encourager la violence des narcotrafiquants mexicains. Plus de 17 000 meurtres commis au Mexique en 2019 ont impliqué l’utilisation d’armes importées illégalement des États-Unis.
Il appelle, à l’occasion du sommet de la Communauté d'États latino-américains et caraïbes (Celac) en septembre 2021, les pays latino-américains à s’émanciper de Washington. Il défend ainsi la création d'un nouvel organisme visant à remplacer l'Organisation des États américains (OEA), fondé en 1948 par les États-Unis pour combattre le communisme : « Nous proposons une nouvelle organisation, construite en accord avec les États-Unis, pour le XXIe siècle et non plus l'époque de la guerre froide. »
Le 6 juin 2023, il annonce sa prochaine démission de son poste ministériel pour se consacrer à l'élection présidentielle de 2024. Le 12 juin, il présente officiellement sa démission à Andrés Manuel López Obrador.